# 国道261号

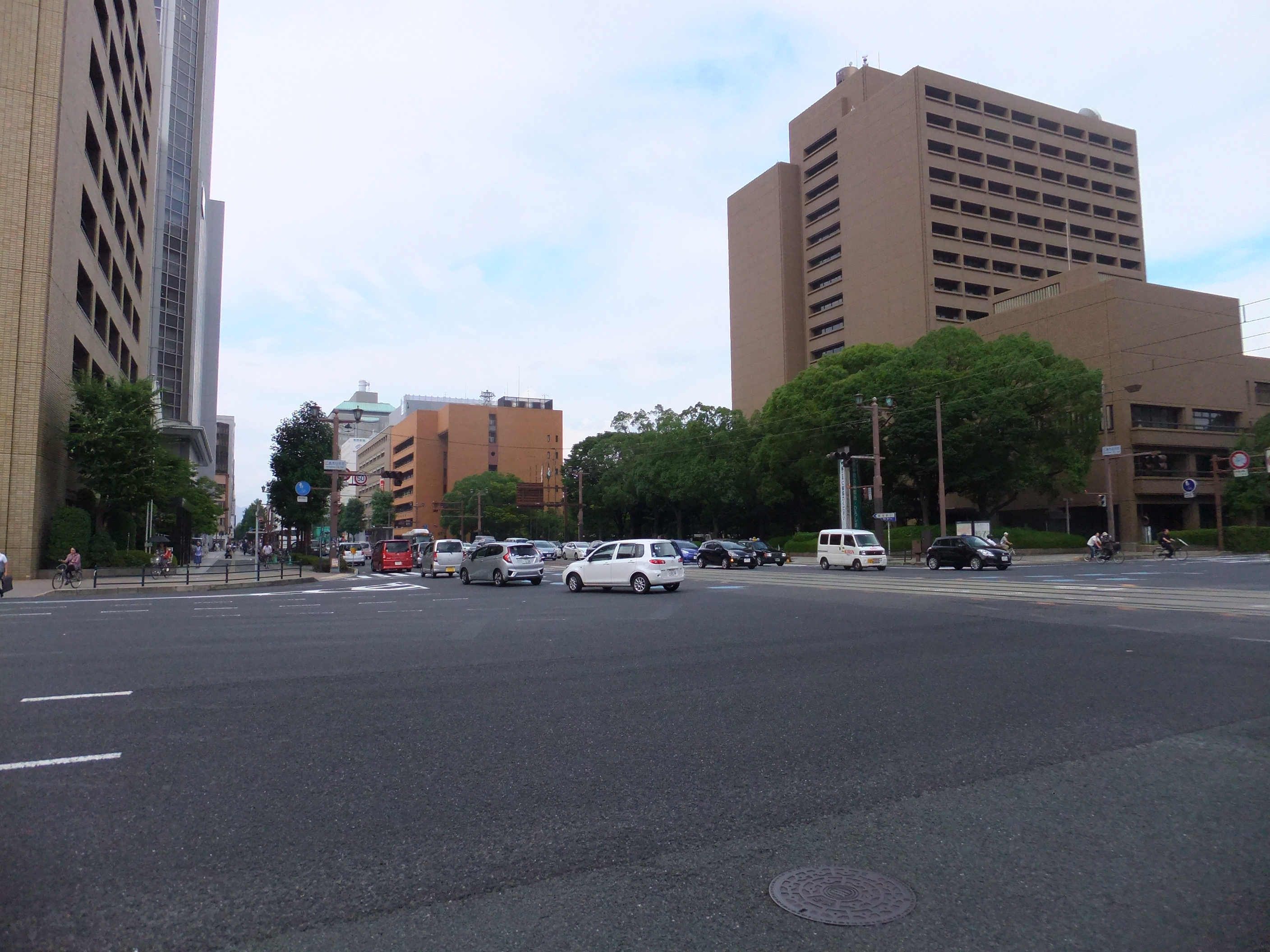
起点の広島市役所前交差点

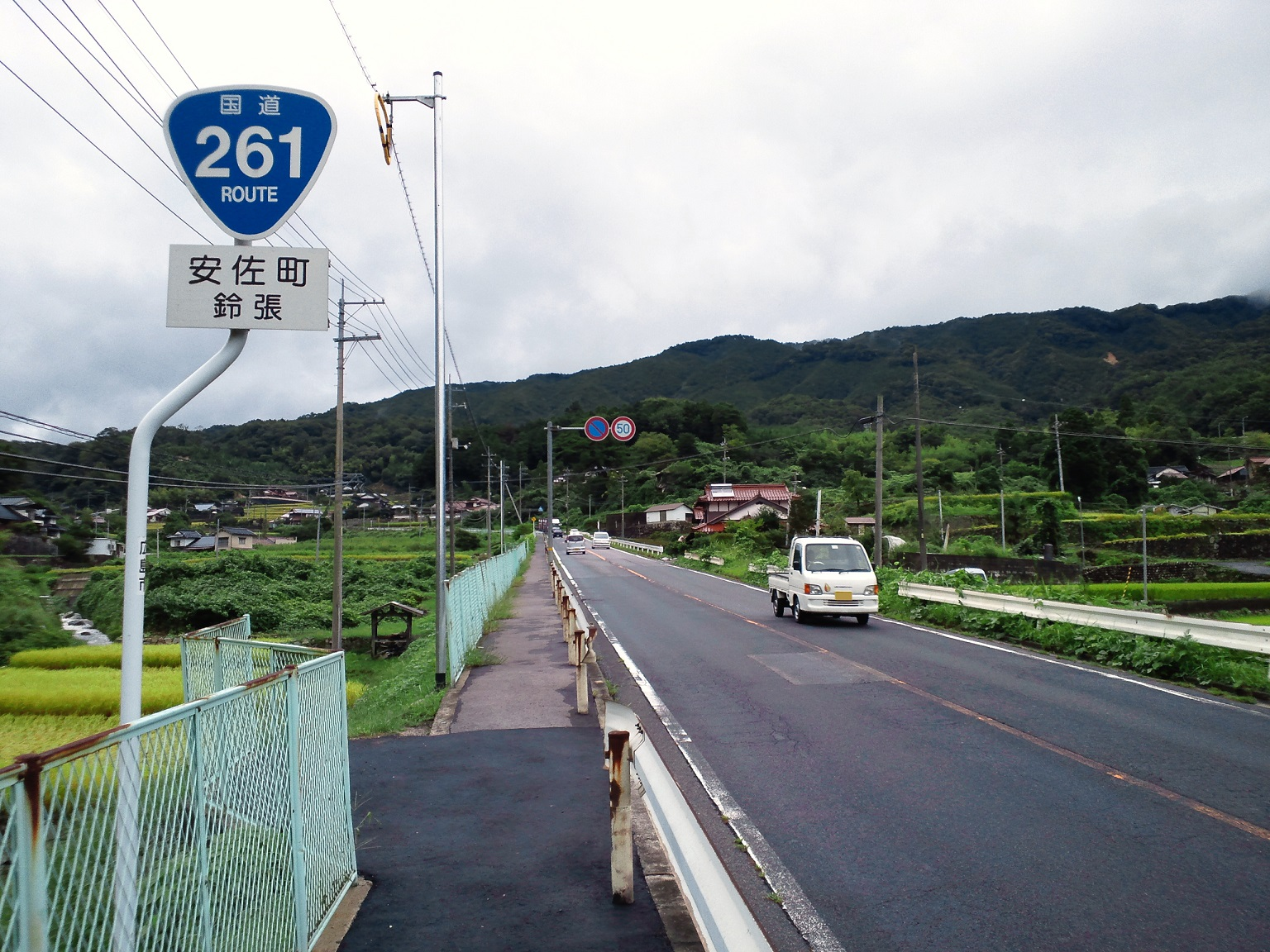
安佐北区安佐町大字鈴張付近（2013年9月）

国道261号（こくどう261ごう）は、広島県広島市中区から島根県江津市に至る一般国道である。

## 概要
広島市内で国道54号・国道183号・国道191号と重複する。

### 路線データ
一般国道の路線を指定する政令に基づく起終点および重要な経過地は次のとおり。
- 起点：広島市（中区、市役所前交差点 = 国道2号交点、国道54号・国道183号起点、国道191号・広島県道243号広島港線終点）
- 終点：江津市（渡津交差点 = 国道9号交点、島根県道302号浅利渡津線終点）
- 重要な経過地：広島県山県郡千代田町[注釈 2]
- 総延長 : 98.9 km（島根県 55.0 km、広島県 25.8 km、広島市 18.0 km）重用延長を含む。[2][注釈 3]
- 重用延長 : 7.6 km（島根県 - km、広島県 - km、広島市 7.6 km）[2][注釈 3]
- 未供用延長 : なし[2][注釈 3]
- 実延長 : 91.3 km（島根県 55.0 km、広島県 25.8 km、広島市 10.5 km）[2][注釈 3]
  - 現道 : 90.1 km（島根県 53.9 km、広島県 25.8 km、広島市 10.5 km）[2][注釈 3]
  - 旧道 : 1.2 km（島根県 1.2 km、広島県 - km、広島市 - km）[2][注釈 3]
  - 新道 : なし[2][注釈 3]
- 指定区間：国道54号と重複する区間（広島県広島市中区・市役所前交差点（起点） - 紙屋町交差点、広島市安佐南区・緑井1丁目交差点 - 広島市安佐北区・中島交差点）[3][4][5]

## 歴史
- 1963年（昭和38年）4月1日 - 二級国道261号広島江津線（広島県広島市 - 島根県江津市）として指定。
- 1965年（昭和40年）4月1日 - 一般国道261号となる。
- 1994年（平成6年）2月14日 - 飯室バイパス開通[6]。
- 2008年（平成20年）4月1日 - 旧道のうち、広島市民球場南交差点（現：広島中郵便局南西交差点） - 中須2丁目交差点の区間の管理が国土交通省から広島市に移管されたことに伴い、国道183号・国道261号を祇園新道経由から旧道経由に変更。
- 2016年（平成28年）4月1日 - 国道54号の可部バイパスの旧道の管理が国土交通省から広島市に移管され、国道261号が旧道経由のみとなる[5]。
- 2023年（令和5年）1月18日 - 13時34分頃に邑智郡川本町大字川下で土砂崩れが発生[注釈 4]。同月1月22日、片側交互通行にて開通[9]。
- 2024年（令和6年）5月13日 - 江津市桜江町谷住郷で斜面崩落が発生して通行止。同月5月25日、応急工事が完了し片側交互通行で開通[10]。

## 路線状況

### 別名
- 寺町通り（広島市）
- 舟入通り（広島市）

### 重複区間
- 国道54号・国道191号（広島県広島市中区・市役所前交差点（起点） - 広島市中区・紙屋町交差点）
- 国道183号（広島県広島市中区・市役所前交差点（起点） - 広島市安佐北区・191号分れ交差点）
- 国道54号（広島県広島市安佐南区・緑井1丁目交差点 - 広島市安佐北区・中島交差点）
- 国道191号（広島県広島市安佐南区・緑井1丁目交差点 - 広島市安佐北区・飯室交差点）
- 国道433号・国道434号（広島県山県郡北広島町・蔵迫中央交差点 - 山県郡北広島町・打道交点）

### 道路施設

#### トンネル
- 中三坂トンネル（広島県・島根県県境）

#### 道の駅
- 島根県
  - 邑南の里（邑南郡邑南町）
  - インフォメーションセンターかわもと（邑南郡川本町）

### 交通量
24時間交通量（台） 道路交通センサス
| 観測地点           | 平成22（2010）年度 |
| ------------------ | ------------------ |
| 安佐北区安佐町飯室 | 14,601             |
| 安佐北区安佐町鈴張 | 07,131             |
| 北広島町宮迫       | 02,789             |

（出典：「平成22年度道路交通センサス」（国土交通省ホームページ）より一部データを抜粋して作成）

## 地理

### 通過する自治体
- 広島県
  - 広島市（中区 - 安佐南区 - 安佐北区） - 山県郡北広島町
- 島根県
  - 邑智郡邑南町 - 邑智郡川本町 - 江津市

### 交差する道路
| 交差する道路 | 都道府県名 | 市町村名 | 市町村名 | 交差する場所                   | 交差する場所                        |
| --- | ---------- | -------- | -------- | ------------------------------ | ----------------------------------- |
| 国道2号 国道54号 重複区間起点 国道183号 重複区間起点 国道191号 重複区間起点 広島県道243号広島港線                   | 広島県     | 広島市   | 中区     | 大手町5丁目                    | 広島市役所前交差点 / 起点           |
| 広島市道比治山庚午線                                                                                                | 広島県     | 広島市   | 中区     | 小町                           | 白神社前交差点                      |
| 国道54号 重複区間終点 国道54号 / 別線 重複区間起点 国道191号 重複区間終点 広島県道164号広島海田線                   | 広島県     | 広島市   | 中区     | 紙屋町1丁目 基町               | 紙屋町交差点                        |
| 国道54号 / 別線 重複区間終点                                                                                        | 広島県     | 広島市   | 中区     | 大手町1丁目                    | 広島中郵便局南西交差点              |
| 広島県道265号伴広島線 広島市道横川江波線 重複区間起点                                                               | 広島県     | 広島市   | 中区     | 榎町                           | 十日市交差点                        |
| 広島市道中広宇品線                                                                                                  | 広島県     | 広島市   | 中区     | 寺町                           | 寺町電停交差点                      |
| 広島市道横川江波線 重複区間終点 広島市道駅前観音線 重複区間起点                                                     | 広島県     | 広島市   | 西区     | 横川町2丁目                    | 横川駅前交差点                      |
| 広島県道277号古市広島線                                                                                             | 広島県     | 広島市   | 西区     | 横川町3丁目                    | 横川駅（東）交差点                  |
| 広島県道84号東海田広島線 広島市道駅前観音線 重複区間終点                                                            | 広島県     | 広島市   | 西区     | 横川町3丁目                    | 横川3丁目交差点                     |
| 広島市道三篠三滝線                                                                                                  | 広島県     | 広島市   | 西区     | 三篠町（みささまち）1丁目      | 三篠町1丁目北交差点                 |
| 広島市道御幸橋三篠線                                                                                                | 広島県     | 広島市   | 西区     | 三篠町3丁目                    | 三篠町（みささちょう）3丁目交差点   |
| 広島市道西原山本線                                                                                                  | 広島県     | 広島市   | 安佐南区 | 西原1丁目                      | 西原1丁目交差点                     |
| 広島県道152号府中祇園線                                                                                             | 広島県     | 広島市   | 安佐南区 | 西原6丁目                      | 今津（南）交差点                    |
| 広島県道152号府中祇園線 / 旧道                                                                                      | 広島県     | 広島市   | 安佐南区 | 西原6丁目                      | 今津交差点                          |
| 広島県道38号広島豊平線 / 旧道 広島県道459号矢口安古市線                                                             | 広島県     | 広島市   | 安佐南区 | 古市1丁目                      | 古市交差点                          |
| 広島市道東原大町線                                                                                                  | 広島県     | 広島市   | 安佐南区 | 古市3丁目                      | 沼田分かれ交差点                    |
| 広島県道38号広島豊平線                                                                                              | 広島県     | 広島市   | 安佐南区 | 中須1丁目                      | 中須一丁目交差点                    |
| 国道54号 / 別線 重複区間起点 広島県道459号矢口安古市線                                                              | 広島県     | 広島市   | 安佐南区 | 中須2丁目                      | 中須2丁目交差点                     |
| 広島市道安佐南1区365号線                                                                                            | 広島県     | 広島市   | 安佐南区 | 緑井1丁目                      | [ 注釈 5 ]                          |
| 国道54号 重複区間起点 国道54号 / 別線 重複区間終点 国道191号 重複区間起点 広島県道270号八木緑井線                   | 広島県     | 広島市   | 安佐南区 | 緑井1丁目                      | 緑井1丁目交差点                     |
| 広島県道269号今井田緑井線                                                                                           | 広島県     | 広島市   | 安佐南区 | 緑井1丁目                      | 広島インター（北）交差点            |
| 広島市道温井松原線                                                                                                  | 広島県     | 広島市   | 安佐南区 | 緑井5丁目                      | せせらぎ公園西口交差点              |
| 広島市道緑井八木線                                                                                                  | 広島県     | 広島市   | 安佐南区 | 緑井6丁目                      | 緑井6丁目交差点                     |
| 広島市道川の内線 | 広島県     | 広島市   | 安佐南区 | 緑井6丁目                      | 城南中学校入口交差点                |
| 広島県道271号八木広島線                                                                                             | 広島県     | 広島市   | 安佐南区 | 八木5丁目                      | 高瀬堰入口交差点                    |
| 広島市道長束八木線                                                                                                  | 広島県     | 広島市   | 安佐南区 | 八木6丁目                      | 八木6丁目交差点                     |
| 広島県道177号下佐東線 広島県道270号八木緑井線                                                                       | 広島県     | 広島市   | 安佐南区 | 八木8丁目                      | 太田川橋西詰交差点                  |
| 国道54号 重複区間終点                                                                                               | 広島県     | 広島市   | 安佐北区 | 可部南1丁目                    | 中島交差点                          |
| 広島県道70号広島中島線                                                                                              | 広島県     | 広島市   | 安佐北区 | 可部南3丁目                    | 深川入口交差点                      |
| 広島県道240号可部停車場線                                                                                           | 広島県     | 広島市   | 安佐北区 | 可部南5丁目                    | 中原踏切前交差点                    |
| 広島県道267号宇津可部線                                                                                             | 広島県     | 広島市   | 安佐北区 | 可部4丁目                      | 可部中央交差点                      |
| 広島市道可部大毛寺線                                                                                                | 広島県     | 広島市   | 安佐北区 | 可部4丁目                      | 可部郵便局（北）交差点              |
| 国道183号 重複区間終点 島根県道・広島県道5号浜田八重可部線                                                          | 広島県     | 広島市   | 安佐北区 | 可部3丁目                      | 191号分れ交差点                     |
| 国道54号 / 可部バイパス                                                                                             | 広島県     | 広島市   | 安佐北区 | 可部6丁目                      | 安佐北区民文化センター入口交差点    |
| 広島市道可部大毛寺線                                                                                                | 広島県     | 広島市   | 安佐北区 | 亀山9丁目                      | 虹山団地入口交差点                  |
| 広島県道268号勝木安古市線                                                                                           | 広島県     | 広島市   | 安佐北区 | 可部町勝木                     | 上行森交差点                        |
| E74 広島自動車道 | 広島県     | 広島市   | 安佐北区 | 安佐町飯室（いむろ）           | 広島北インター入口交差点 1 広島北IC |
| 国道191号 重複区間終点                                                                                              | 広島県     | 広島市   | 安佐北区 | 安佐町飯室                     | 飯室交差点                          |
| 広島県道40号安佐豊平芸北線                                                                                          | 広島県     | 広島市   | 安佐北区 | 安佐町鈴張                     | 豊平分かれ交差点                    |
| 広島県道314号七曲千代田線                                                                                           | 広島県     | 山県郡   | 北広島町 | 本地                           |                                     |
| 島根県道・広島県道5号浜田八重可部線 重複区間起点                                                                    | 広島県     | 山県郡   | 北広島町 | 有田（ありだ）                 | 八重バイパス中交差点                |
| 広島県道316号都志見千代田線                                                                                         | 広島県     | 山県郡   | 北広島町 | 春木                           | 春木交差点                          |
| 国道433号 重複区間起点 国道434号 重複区間起点                                                                       | 広島県     | 山県郡   | 北広島町 | 蔵迫                           | 蔵迫中央交差点                      |
| 国道433号 重複区間終点 国道434号 重複区間終点                                                                       | 広島県     | 山県郡   | 北広島町 | 蔵迫                           |                                     |
| E74 浜田自動車道 島根県道・広島県道5号浜田八重可部線 重複区間終点                                                   | 広島県     | 山県郡   | 北広島町 | 新庄                           | 大朝インター前交差点 1 大朝IC       |
| 広島県道311号新庄千代田線                                                                                           | 広島県     | 山県郡   | 北広島町 | 新庄                           | 上市交差点                          |
| 広島県道79号芸北大朝線                                                                                              | 広島県     | 山県郡   | 北広島町 | 大朝                           |                                     |
| 島根県道50号田所国府線                                                                                              | 島根県     | 邑智郡   | 邑南町   | 上田所                         |                                     |
| 広島県道・島根県道6号吉田邑南線                                                                                     | 島根県     | 邑智郡   | 邑南町   | 下田所                         | 下田所交差点                        |
| 島根県道・広島県道7号浜田作木線 重複区間起点 広島県道・島根県道112号三次江津線 重複区間起点                         | 島根県     | 邑智郡   | 邑南町   | 井原                           |                                     |
| 島根県道・広島県道7号浜田作木線 重複区間終点 広島県道・島根県道112号三次江津線 重複区間終点 島根県道327号市木井原線 | 島根県     | 邑智郡   | 邑南町   | 井原                           | 普明司（ふみょうじ）交差点          |
| 島根県道297号皆井田江津線                                                                                           | 島根県     | 邑智郡   | 邑南町   | 井原                           | 皆井田交差点                        |
| 島根県道295号日貫川本線                                                                                             | 島根県     | 邑智郡   | 川本町   | 因原                           | [ 注釈 7 ]                          |
| 島根県道291号別府川本線                                                                                             | 島根県     | 邑智郡   | 川本町   | 因原                           |                                     |
| 島根県道32号温泉津川本線 島根県道40号川本波多線                                                                     | 島根県     | 邑智郡   | 川本町   | 川下（かわくだり）             | 川下交差点                          |
| 島根県道41号桜江金城線                                                                                              | 島根県     | 江津市   | 江津市   | 桜江町谷住郷（たにじゅうごう） | 船津交差点                          |
| 島根県道46号大田桜江線                                                                                              | 島根県     | 江津市   | 江津市   | 桜江町谷住郷                   |                                     |
| 島根県道221号川平停車場線 重複区間起点                                                                              | 島根県     | 江津市   | 江津市   | 松川町長良                     |                                     |
| 島根県道221号川平停車場線 重複区間終点                                                                              | 島根県     | 江津市   | 江津市   | 松川町市村                     | [ 注釈 8 ]                          |
| 島根県道221号川平停車場線 重複区間終点                                                                              | 島根県     | 江津市   | 江津市   | 松川町下河戸                   | [ 注釈 9 ]                          |
| 国道9号 / 江津バイパス 島根県道302号浅利渡津線 / バイパス                                                           | 島根県     | 江津市   | 江津市   | 渡津町                         | 渡津交差点 / 終点                   |